# Puliyur
Puliyur es una ciudad y nagar Panchayat situada en el distrito de Karur en el estado de Tamil Nadu (India). Su población es de 12720 habitantes (2011).

## Demografía
Según el censo de 2011 la población de Puliyur era de 12720 habitantes, de los cuales 6337 eran hombres y 6383 eran mujeres. Puliyur tiene una tasa media de alfabetización del 80,92%, superior a la media estatal del 80,09%: la alfabetización masculina es del 88,67%, y la alfabetización femenina del 73,28%.